# Pinyana
|  | Per a altres significats, vegeu «Domènec Pinyana i Homedes». |

Pinyana és un poble al terme municipal del Pont de Suert, a la comarca de l'Alta Ribagorça. Antigament pertanyia al municipi de Viu de Llevata. Segons Joan Coromines, Pinyana ve de castra pinniana (castell roquer), que fa referència clara a l'antic castell de Pinyana, damunt de la penya que corona el poble. El 2019 tenia censats 2 habitants.
Fins al 1831, any d'extinció dels senyorius, Pinyana pertangué als barons, després comtes, d'Erill.
Pascual Madoz parla de Piñana en el seu Diccionario geográfico... del 1849. Descriu el poble dient que està situat en un turó, dins d'una fondalada, ben ventilat i amb clima fred i propens a inflamacions. Constava de 12 cases i l'església parroquial, dedicada a sant Gil, i en depenia la de Corroncui. Tenia rector i un capellà beneficiat de patronat particular. El cementiri era dins de la població, i a poca distància hi havia una font abundant, amb rentador annex. Comprenia també una masia habitada, amb capella dedicada a sant Nicolau. El terreny, segons Madoz, era muntanyós, àrid i fluix, cobert de boixos i bardisses. S'hi produïa blat, sègol, patates, llegums i alls, i s'hi criaven ovelles, vaques i mules. També tenia un molí fariner. La població era de 3 veïns (caps de família) i 34 ànimes (habitants).
És a la meitat de la vall del riu de Cadolla, a llevant de Corroncui i a ponent de Cadolla, a prop del límit del terme municipal i comarcal. S'hi accedeix per una pista asfaltada en la major part del seu recorregut que arrenca de la N-260 (entre Viu de Llevata i Perves), al Coll de la Creu de Perves, passa per Corroncui, i després d'atènyer Pinyana continua cap a Cadolla i Naens, del terme pallarès de Senterada. El tram entre Naens i Cadolla no està asfaltat, però la pista és en bon estat.
El poble és en un petit pla als peus -nord- del roc on estava situat el castell, del qual no en queden a penes restes. Forma una plaça bastant ampla, on destaquen l'església de Sant Gil de Pinyana i Ca de Perutxo, a més de les ruïnes d'un parell de cases més. Des d'aquesta plaça, un carrer costerut s'enfila cap al cap del turó del Castell formant un carrer amb un parell de cases a cada banda, entre les quals destaca Ca de Cília, que és la que està situada més amunt. Encara per damunt hi havia hagut l'església de Sant Pelegrí de Pinyana, actualment en ruïnes, i ja al capdamunt del turó, el Castell de Pinyana.
L'església parroquial de Sant Gil de Pinyana és adscrita al bisbat de Lleida pel fet d'haver pertangut, a l'edat mitjana, al bisbat de Roda de Ribagorça, que fou agregat en bloc al bisbat de Lleida en ser suprimit. Forma part de la unitat pastoral 24 de l'arxiprestat de la Ribagorça, i és regida pel rector del Pont de Suert.
Tot i que permanentment Pinyana només conserva dos habitants, hi ha més de mitja dotzena de cases encara senceres i en bon estat, amb habitatge esporàdic segons les èpoques de l'any. Tal com va recollir Glòria Francino, les cases de Pinyana eren Ca de Casanova, Ca de Cília, Ca de Cinto, Ca de Jan, Ca del Masover, Ca de Perutxo, Ca de Ros i Ca de Rossell, a més de la masia de Ca de Quim, allunyada a ponent del poble, que té la capella de Sant Nicolau de Pinyana.